# Spisek Sześciu
Spisek Sześciu – polski zespół jazzowy, utworzony w październiku 1972 roku we Wrocławiu. Działał do 1976 roku.

## Historia
Formacja powstała z inicjatywy Włodzimierza Wińskiego (saksofon tenorowy i barytonowy, lider), który zaprosił do współpracy: Zbigniewa Czwojdę (trąbka), Leszka Paszkę (puzon), Bogusława Razika (instrumenty klawiszowe), Andrzeja Pluszcza (gitara basowa) i Adama Bielawskiego (perkusja). Z grupą współpracowali także perkusiści: Zbigniew Lewandowski i Eugeniusz Mańko. Na pierwszy program grupy składały się utwory funkowe i hard-bopowe o zwięzłych tematach, prostej harmonii, żywiołowych improwizacjach w klasycznej bluesowej skali i z wyraźnie akcentowanym, motorycznym rytmem. Muzyka ta wyraźne nawiązywała do źródeł jazzu, takich jak: blues, czy pieśni spirituals i gospels. Ujawniała także (głównie za sprawą rytmiki) pokrewieństwo z rockiem, dzięki czemu muzycy zdobyli sympatię młodzieżowej publiczności, a także zyskali pochlebne recenzje na wielu imprezach jazzowych. Ostatecznie zespół prezentował tendencję tzw. środka awangardy jazzowej, bez dużych odchyleń w stronę eksperymentu.

Reprezentujemy tendencję tzw. środka awangardy, to znaczy – gramy nowocześnie, ale nie dochodzimy do zewnętrznej bariery współczesnego eksperymentu jazzowego. Wzorcem dla nas jest muzyka tych jazzmanów, którzy choć należą obecnie do czołówki awangardy, jednocześnie są niejako postaciami klasycznymi. Takimi, które wyznaczyły kamienie milowe w rozwoju jazzu. Mam tu na myśli Davisa, Hancocka, Zawinula. Sytuacja w dzisiejszym jazzie określiła warunki naszego powstania i takiej, a nie innej działalności. Z jednej strony opieramy się na osiągnięciach muzyki elektronicznej (w stopniu nam odpowiadającym, a także określonym możliwościami techniczno ekonomicznymi), zaś z drugiej – zakładamy maksymalną, naturalną ekspresję. Toteż niezmiernie ważne jest u nas ustawienie dęciaków oraz forma utworów. Każdy z nich jest zakomponowany w ten sposób, by wykluczyć ewentualne, niepotrzebne zmiany, przeskoki klimatu muzyki. Toteż, w zasadzie (z pominięciem oczywiście partii improwizowanych) hołdujemy muzyce komponowanej

Spisek Sześciu zadebiutował w 1973 roku na Studenckim Festiwalu Jazzowym „Jazz nad Odrą” we Wrocławiu, gdzie otrzymał wyróżnienie. W imprezie tej brał udział jeszcze trzykrotnie: w 1974 (I nagroda zespołowa) i w latach 1975–1976. W 1973 muzycy grupy współtworzyli również Big Band „Wrocław” z którym wzięli udział w jam session na festiwalu jazzowym w Přerov (Czechosłowacja). W 1974 roku Spisek Sześciu już jako samodzielny wykonawca zdobył tam Złoty Medal i tytuł Zespołu Ekstraklasy Europejskiej. W tym samym roku zespół wystąpił na Jazz Jamboree i na festiwalu w San Sebastian (Hiszpania) oraz w Finlandii. W latach 1972–1974 brał udział w Dniach Komedy, organizowanych przez warszawski klub studencki Medyk oraz wziął udział w imprezie FAMA'73. Zespół dokonał nagrań archiwalnych dla Polskiego Radia we Wrocławiu i w Warszawie. W marcu 1975 roku we Wrocławiu nagrał longplay Complot of Six. W lipcu 1976 roku piosenkarka Halina Frąckowiak z towarzyszeniem Spisku Sześciu rozpoczęła tournée po Polsce. Zespół przestał istnieć w tym samym roku, a muzycy formacji weszli w skład grup: Spisek (W. Wiński, L. Paszko) i Crash (Z. Czwojda, A. Pluszcz, A. Bielawski, Z. Lewandowski).

## Dyskografia

### Albumy
- 1975: Complot of Six (LP z serii Polish Jazz, Polskie Nagrania „Muza” – SX 1221)

### Kompilacje
- 2008: Why Not Samba (CD i LP, Polskie Nagrania „Muza” – PNCD 1223/SX 4006)